# Musse
Die Musse war eine Masseneinheit auf der Insel Zypern. Das Maß wurde als Getreidemaß verwendet. Zum Unterschied gab es als Volumenmaße den Medimno (1 M . = 75,0974 Liter) und den Coffino (1 C. = 17,6186 Liter). Die hier angesetzte Oka (Famagusta 1 O. = 1,3188 Kilogramm) hatte kleine Abweichungen.
- 1 Musse = 44 Oka (1 O. = 1,2681 Kilogramm)